# GOOD JOG
GOOD JOG（グッジョグ）は広島FMで2017年4月3日より放送されている朝のワイド番組。
このページでは、8:50 - 11:00（木曜のみ - 10:50）に放送されていたGOOD JOG+（グッジョグプラス）や金曜 7:30 - 10:15に放送されたGOOD JOG FRIDAY（グッジョグフライデー）についても記述する。

## 概要・歴史
番組タイトルは2019年4月からパーソナリティー名が加わるものに変更された。
2020年10月の秋改編により『GOOD JOG』と『GOOD JOG+』を統合する形で月曜 - 水曜 8:20 - 11:00、木曜 8:20 - 10:50へと放送時間が変更。月曜・火曜は新たに『笹原綾乃のGOOD JOG』（ささはらあやののグッジョグ）として放送、水曜・木曜は『神原隆秀のGOOD JOG』（かんばらたかひでのグッジョグ）が事実上放送時間の変更という形での放送となる。水曜・木曜を担当した俊山真美は午後ワイドの『DAYS!』の水曜・木曜の担当となった。
また、7時台の30分間は"朝に必要な情報をコンパクトにお届けする新たなニュースゾーン"となる。この体制は2003年3月末、『HFMニュースパイス・シャワー』の放送時間拡大前の17年6ヵ月ぶりの体制に似通ったものとなる。金曜は『GOOD JOG』に相当する時間帯に『OH! HAPPY MORNING』を東京からネットする。当該時間帯にJFNCからのレギュラーネットを受けるのは初である。秋の改編自体は10月1日から開始されるが、1日は7:30 - 8:00に『Thank you GOOD JOG 7時台 改編スペシャル』、8:20 - 10:50に『Hello NEW GOOD JOG 改編スペシャル』を神原のナビゲートで送るため、実質『GOOD JOG』については5日より行われた。
半年後の2021年4月の改編で開始時刻を再度7:30に戻した。同時に『GOOD JOG+』の水曜・木曜担当だった俊山真美が月・火曜の担当として復帰する。
2024年3月の改編で開始時刻を2020年10月以来となる8:20に変更。空いた7:30-8:00の枠は『OH! HAPPY MORNING』をネットする。
金曜日の当該時間帯は『OH! HAPPY MORNING』のネットのため、当番組は放送がないが、2021年8月6日は広島平和記念式典の中継を行う関係から7:30 - 9:00のパートを『GOOD JOG 平和記念式典中継』として俊山の進行で放送した。フォーマットは基本的に月～木に準ずるが、式典や黙とう時刻と重複する時間帯に放送されるネット番組の『SUZUKI TODAY'S KEY NUMBER』と『CHEER UP! STATION』はネットを返上した。

### パーソナリティ
- 俊山真美（月・火曜、2021年4月-）
- 神原隆秀（水・木曜、2017年4月-）

過去
- 笹原綾乃（月・火曜、2020年10月 - 2021年3月）

2020年4月からは1人でトークしながら音響調整も行うワンマンDJスタイルで放送している。

### 放送時間
- 月曜 - 木曜 7:30 - 8:50（2017年4月-2020年9月）
- 月曜 - 水曜 8:20 - 11:00、木曜 8:20 - 10:50（2020年10月-2021年3月）
- 月曜 - 水曜 7:30 - 11:00、木曜 7:30 - 10:50 (2021年4月-2024年3月)
- 月曜 - 木曜 8:20 - 11:00 (2024年4月-)

## 笹原綾乃・俊山真美のGOOD JOG+

### パーソナリティ
- 笹原綾乃（月曜・火曜）
- 俊山真美（水曜・木曜）

## GOOD JOG FRIDAY

### パーソナリティ
- 益村千代（2017年4月7日～2018年1月19日）
- 俊山真美（2018年1月26日～2019年3月29日）

### レポーター
- 山本将輝